# Cupa României 2023-2024
La Cupa României 2023-2024, denominata Cupa României Betano per ragioni di sponsorizzazione, è stata l'86ª edizione della coppa nazionale. È iniziata il 2 agosto 2023 e si è conclusa con la finale del 15 maggio 2024.

## Calendario
| Fase          | Turno             | Date                       | Squadre entranti                                                |
| ------------- | ----------------- | -------------------------- | --------------------------------------------------------------- |
| Prima fase    | Turno preliminare | 12 giugno - 22 luglio 2023 | 42 squadre di Liga IV                                           |
| Prima fase    | 1º turno          | 2 agosto 2023              | 69 squadre di Liga III                                          |
| Prima fase    | 2º turno          | 9 agosto 2023              | 20 squadre di Liga III 2 squadre di Liga II                     |
| Prima fase    | 3º turno          | 16-17 agosto 2023          | 18 squadre di Liga II                                           |
| Prima fase    | Play-off          | 30 agosto 2023             | Squadre classificate dal 9º al 16º posto della Liga I 2022-2023 |
| Fase a gironi | 1ª giornata       | 27 settembre 2023          | Squadre classificate dal 1º all'8º posto della Liga I 2022-2023 |
| Fase a gironi | 2ª giornata       | 1 novembre 2023            | ---                                                             |
| Fase a gironi | 3ª giornata       | 6 dicembre 2023            | ---                                                             |
| Fase finale   | Quarti di finale  | 3 aprile 2024              | ---                                                             |
| Fase finale   | Semifinali        | 24 aprile 2024             | ---                                                             |
| Fase finale   | Finale            | 15 maggio 2024             | ---                                                             |

## Secondo turno
Il sorteggio per il secondo turno si è tenuto il 3 agosto.
| Squadra 1            | Risultato       | Squadra 2              |
| -------------------- | --------------- | ---------------------- |
| 9 agosto 2023        |                 |                        |
| Viitorul Ianca       | 1 – 0           | Unirea Braniștea       |
| Lotus Băile Felix    | 0 – 3           | Bihor Oradea           |
| Crișul Chișineu-Criș | 0 – 2           | Șoimii Lipova          |
| ACB Ineu             | 0 – 3           | Progresul Pecica       |
| Sănătatea Cluj       | 1 – 0           | Viitorul Cluj          |
| Zalău                | 2 – 1           | Gloria Bistrița-Năsăud |
| Olimpia Satu Mare    | 2 – 3           | Minaur Baia Mare       |
| Odorheiu Secuiesc    | 2 – 0           | SR Brașov              |
| Târgu Mureș          | 1 – 2           | Unirea Ungheni         |
| Unirea Alba Iulia    | 4 – 3 (dts)     | Metalurgistul Cugir    |
| Gloria Geoagiu       | 0 – 2           | Cetate Deva            |
| CSC Ghiroda          | 2 – 0           | Ripensia Timișoara     |
| Phoenix Buziaş       | 2 – 0 (dts)     | Timișoara              |
| Voinţa Lupac         | 1 – 3           | CSM Reșița             |
| Jiul Petroșani       | 2 – 0           | Flacăra Horezu         |
| Olimpic Zărnești     | 0 – 3           | Câmpulung Muscel       |
| Râmnicu Vâlcea       | 3 – 2 (dts)     | Viitorul Dăești        |
| Viitorul Șimian      | 2 – 1           | Filiași                |
| Vedița Colonești     | 3 – 2 (dts)     | Petrolul Potcoava      |
| Flacăra Moreni       | 0 – 1           | Plopeni                |
| Unirea Bascov        | 2 – 3 (dts)     | Afumați                |
| Gloria Baneasa       | 3 – 4           | Dunărea Călărași       |
| Viitorul Ileana      | 0 – 3           | Popești-Leordeni       |
| CS Păulești          | 0 – 5           | Metalul Buzău          |
| Râmnicu Sărat        | 2 – 2 (1-3 dtr) | Blejoi Vispeşti        |
| Rapid Brodoc         | 1 – 0           | Sporting Liești        |
| Bacău                | 9 – 1           | CSM Bacău              |
| Șomuz Fălticeni      | 0 – 3           | Ceahlăul               |
| Bucovina Rădăuți     | 1 – 1 (5-4 dtr) | Foresta Suceava        |
| Axiopolis Cernavodă  | 7 – 0           | CS Amara               |

## Terzo turno
Il sorteggio per il terzo turno si è tenuto il 10 agosto.
| Squadra 1           | Risultato       | Squadra 2          |
| ------------------- | --------------- | ------------------ |
| 16 agosto 2023      |                 |                    |
| Popești-Leordeni    | 0 – 3           | Metaloglobus       |
| Zalău               | 5 – 1           | Minaur Baia Mare   |
| Sănătatea Cluj      | 0 – 2           | Bihor Oradea       |
| Progresul Pecica    | 2 – 1           | Șoimii Lipova      |
| Unirea Ungheni      | 2 – 3           | Unirea Dej         |
| CSC Ghiroda         | 0 – 4           | Dumbrăvița         |
| Phoenix Buziaș      | 1 – 0           | CSM Reșița         |
| Viitorul Șimian     | 1 – 0           | Viitorul Târgu Jiu |
| Unirea Alba Iulia   | 0 – 0 (3-4 dtr) | Cetate Deva        |
| Jiul Petroșani      | 1 – 4           | Corvinul Hunedoara |
| Câmpulung Muscel    | 1 – 4           | Șelimbăr           |
| Alexandria          | 1 – 0           | CSM Slatina        |
| Blejoi Vispeşti     | 0 – 5           | Chindia Târgoviște |
| Tunari              | 4 – 0           | Progresul Spartac  |
| Afumați             | 0 – 1           | Concordia Chiajna  |
| Dunărea Călărași    | 0 – 1           | Steaua Bucarest    |
| Viitorul Ianca      | 1 – 0           | Metalul Buzau      |
| Plopeni             | 0 – 2           | Gloria Buzău       |
| Bacău               | 2 – 0           | Rapid Brodoc       |
| Odorheiu Secuiesc   | 0 – 1           | Csíkszereda        |
| Bucovina Rădăuți    | 0 – 2           | Ceahlăul           |
| Axiopolis Cernavodă | 2 – 4           | Unirea Slobozia    |
| Vedița Colonești    | 1 – 2           | Argeș Pitești      |
| Râmnicu Vâlcea      | 0 – 5           | Mioveni            |

## Play-off
Per il sorteggio dei play-off, le squadre sono divise in due urne:
- L'urna 1 contiene le 4 squadre qualificate dal 9º al 12º posto nella Liga I 2022-2023 e le 4 squadre promosse dalla Liga II 2022-2023
- L'urna 2 contiene le squadre vincitrici del terzo turno preliminare

| Urna 1 | Urna 2 |
| --- | --- |
| - Voluntari - U Cluj - Botoșani - Hermannstadt - Oțelul Galați - Politehnica Iași - UTA Arad - Dinamo Bucarest | - Argeș Pitești - Chindia Târgoviște - Mioveni - Steaua Bucarest - Gloria Buzău - Unirea Dej - Concordia Chiajna - Csíkszereda - Șelimbăr - Unirea Slobozia - Dumbrăvița - Metaloglobus - Ceahlăul - Tunari - Alexandria - Corvinul Hunedoara - Bacău - Viitorul Ianca - Cetate Deva - Viitorul Simian - Progresul Pecica - Phoenix Buzias - Bihor Oradea - Zalău |

Il sorteggio per i play-off si è tenuto il 23 agosto.
| Squadra 1          | Risultato   | Squadra 2          |
| ------------------ | ----------- | ------------------ |
| 29 agosto 2023     |             |                    |
| Bacău              | 1 – 3       | Oțelul Galați      |
| Șelimbăr           | 1 – 2       | Voluntari          |
| Phoenix Buzias     | 0 – 3       | Chindia Târgoviște |
| Cetate Deva        | 0 – 2       | Gloria Buzău       |
| Metaloglobus       | 1 – 2       | Dinamo Bucarest    |
| 30 agosto 2023     |             |                    |
| Bihor Oradea       | 1 – 0       | Argeș Pitești      |
| Alexandria         | 1 – 0       | Concordia Chiajna  |
| Unirea Dej         | 0 – 1       | Steaua Bucarest    |
| Mioveni            | 0 – 2       | Botoșani           |
| Progresul Pecica   | 4 – 1       | Viitorul Simian    |
| Viitorul Ianca     | 0 – 5       | Tunari             |
| Corvinul Hunedoara | 4 – 2       | Csíkszereda        |
| 31 agosto 2023     |             |                    |
| Ceahlăul           | 2 – 4       | U Cluj             |
| Zalău              | 3 – 0       | Politehnica Iași   |
| Unirea Slobozia    | 2 – 5 (dts) | Hermannstadt       |
| Dumbrăvița         | 0 – 1       | UTA Arad           |

## Fase a gruppi
Le 6 squadre della fase play-off della stagione di Liga I 2022-23 e le 2 squadre che hanno terminato 7-8 nella fase di play-out della stagione Liga I 2022-23 verranno raggiunte nella fase a gironi dalle 16 squadre che vinceranno il turno di Play-Off.
Le 24 squadre saranno divise in 3 fasce, che formeranno 4 gironi da 6 squadre ciascuno, con 2 squadre da ciascuna fascia aggiunte in ogni girone. Ogni squadra giocherà 3 partite, una contro una squadra di ciascuna delle 3 fasce.
Accedono ai quarti di finale le squadre che arrivano prima e seconda in ogni girone.
Le squadre qualificate sono state divise in 3 fasce.
| Fascia 1                                                                                                  | Fascia 2 | Fascia 3 |
| --- | --- | --- |
| - CFR Cluj - Farul Costanza - FCU Craiova - FCSB - Petrolul Ploiești - Rapid Bucarest - Sepsi - U Craiova | - Chindia Târgoviște - Dinamo Bucarest - Botoșani - Hermannstadt - Voluntari - Oțelul Galați - U Cluj - UTA Arad | - Bihor Oradea - Corvinul Hunedoara - Tunari - Alexandria - Gloria Buzău - Progresul Pecica - CSA Steaua Bucarest - SCM Zalau |

### Gruppo A
| Squadra            | Pt | G | V | N | P | GF | GS | DR |
| ------------------ | -- | - | - | - | - | -- | -- | -- |
| Petrolul Ploiești  | 6  | 2 | 2 | 0 | 0 | 4  | 1  | +3 |
| Corvinul Hunedoara | 6  | 2 | 2 | 0 | 0 | 3  | 0  | +3 |
| Hermannstadt       | 4  | 2 | 1 | 1 | 0 | 7  | 1  | +6 |
| Sepsi              | 1  | 2 | 0 | 1 | 1 | 1  | 2  | -2 |
| Chindia Târgoviște | 0  | 2 | 0 | 0 | 2 | 0  | 4  | -4 |
| Progresul Pecica   | 0  | 2 | 0 | 0 | 2 | 1  | 8  | -7 |

| Squadra            | Petrolul Ploiești | Corvinul Hunedoara | Hermannstadt | Sepsi | Chindia Târgoviște | Progresul Pecica |
| ------------------ | ----------------- | ------------------ | ------------ | ----- | ------------------ | ---------------- |
| Petrolul Ploiești  |                   | -                  | -            | -     | -                  | -                |
| Corvinul Hunedoara | -                 |                    | -            | 1 - 0 | 2 - 0              | -                |
| Hermannstadt       | -                 | -                  |              | 1 - 1 | -                  | -                |
| Sepsi              | -                 | -                  | -            |       | -                  | -                |
| Chindia Târgoviște | 0 - 2             | -                  | -            | -     |                    | -                |
| Progresul Pecica   | 1 - 2             | -                  | 0 - 6        | -     | -                  |                  |

### Gruppo B
| Squadra             | Pt | G | V | N | P | GF | GS | DR |
| ------------------- | -- | - | - | - | - | -- | -- | -- |
| CFR Cluj            | 4  | 2 | 1 | 1 | 0 | 4  | 2  | +2 |
| U Cluj              | 4  | 2 | 1 | 1 | 0 | 4  | 2  | +2 |
| Rapid Bucarest      | 4  | 2 | 1 | 1 | 0 | 3  | 1  | +2 |
| Alexandria          | 3  | 2 | 1 | 0 | 1 | 3  | 4  | -1 |
| CSA Steaua Bucarest | 1  | 2 | 0 | 1 | 1 | 1  | 3  | -2 |
| Botoșani            | 0  | 2 | 0 | 0 | 2 | 2  | 5  | -3 |

| Squadra             | CFR Cluj | U Cluj | Rapid Bucarest | Alexandria | CSA Steaua Bucarest | Botoșani |
| ------------------- | -------- | ------ | -------------- | ---------- | ------------------- | -------- |
| CFR Cluj            |          | -      | -              | -          | -                   | -        |
| U Cluj              | 1 - 1    |        | -              | -          | -                   | -        |
| Rapid Bucarest      | -        | -      |                | -          | -                   | -        |
| Alexandria          | 1 - 3    | -      | -              |            | -                   | 2 - 1    |
| CSA Steaua Bucarest | -        | 1 - 3  | 0 - 0          | -          |                     | -        |
| Botoșani            | -        | -      | 1 - 3          | -          | -                   |          |

### Gruppo C
| Squadra         | Pt | G | V | N | P | GF | GS | DR |
| --------------- | -- | - | - | - | - | -- | -- | -- |
| Oțelul Galați   | 4  | 2 | 1 | 1 | 0 | 5  | 2  | +3 |
| FCSB            | 4  | 2 | 1 | 1 | 0 | 3  | 1  | +2 |
| FCU Craiova     | 4  | 2 | 1 | 1 | 0 | 2  | 1  | +1 |
| Dinamo Bucarest | 2  | 2 | 0 | 2 | 0 | 2  | 2  | 0  |
| Bihor Oradea    | 1  | 2 | 0 | 1 | 1 | 1  | 3  | -2 |
| SCM Zalau       | 0  | 2 | 0 | 0 | 2 | 1  | 5  | -4 |

| Squadra         | Oțelul Galați | FCSB  | FCU Craiova | Dinamo Bucarest | Bihor Oradea | SCM Zalau |
| --------------- | ------------- | ----- | ----------- | --------------- | ------------ | --------- |
| Oțelul Galați   |               | 1 - 1 | -           | -               | -            | -         |
| FCSB            | -             |       | -           | -               | -            | -         |
| FCU Craiova     | -             | -     |             | -               | -            | -         |
| Dinamo Bucarest | -             | -     | 1 - 1       |                 | -            | -         |
| Bihor Oradea    | -             | 0 - 2 | -           | 1 - 1           |              | -         |
| SCM Zalau       | 1 - 4         | -     | 0 - 1       | -               | -            |           |

### Gruppo D
| Squadra        | Pt | G | V | N | P | GF | GS | DR |
| -------------- | -- | - | - | - | - | -- | -- | -- |
| Voluntari      | 4  | 2 | 1 | 1 | 0 | 3  | 1  | +2 |
| U Craiova      | 4  | 2 | 1 | 1 | 0 | 2  | 1  | +1 |
| Gloria Buzău   | 3  | 2 | 1 | 0 | 1 | 2  | 2  | 0  |
| UTA Arad       | 3  | 2 | 1 | 0 | 1 | 2  | 2  | 0  |
| Tunari         | 2  | 2 | 0 | 2 | 0 | 2  | 2  | 0  |
| Farul Costanza | 0  | 2 | 0 | 0 | 2 | 0  | 3  | -3 |

| Squadra        | Voluntari | U Craiova | Gloria Buzău | UTA Arad | Tunari | Farul Costanza |
| -------------- | --------- | --------- | ------------ | -------- | ------ | -------------- |
| Voluntari      |           | -         | -            | -        | -      | 2 - 0          |
| U Craiova      | -         |           | -            | -        | -      | -              |
| Gloria Buzău   | -         | -         |              | 1 - 2    | -      | 1 - 0          |
| UTA Arad       | -         | 0 - 1     | -            |          | -      | -              |
| Tunari         | 1 - 1     | 1 - 1     | -            | -        |        | -              |
| Farul Costanza | -         | -         | -            | -        | -      |                |

### Quarti di finale
| Squadra 1          | Risultato       | Squadra 2     |
| ------------------ | --------------- | ------------- |
| Corvinul Hunedoara | 4 - 0           | CFR Cluj      |
| FCU Craiova        | 0 - 0 (2-4 dtr) | Voluntari     |
| U Craiova          | 0 - 1 (dts)     | Oțelul Galați |
| U Cluj             | 1 - 0           | Hermannstadt  |

### Semifinali
| Squadra 1          | Risultato | Squadra 2 |
| ------------------ | --------- | --------- |
| Corvinul Hunedoara | 3 - 1     | Voluntari |
| Oțelul Galați      | 2 - 1     | U Cluj    |

### Finale
| Arbitro: | Marcel Bîrsan |

|  |                      |  |
|  | Tiri di rigore 3 – 2 |  |